# جولة رابطة محترفات التنس
جولة رابطة محترفات التنس (المعروفة أيضاً باسم جولة هولوجيك لرابطة محترفات التنس لأسباب دعائية) هي جولة كرة مضرب عالية المستوى للسيدات تنظمها رابطة محترفات التنس. الجولة من الدرجة الثانية في سلسلة رابطة محترفات التنس 125، والدرجة الثالثة هي الطواف العالمي لكرة المضرب النسائية برعاية الاتحاد الدولي لكرة المضرب. المكافئة للرجال هي جولة رابطة محترفي التنس (ATP Tour).

## بطولات رابطة محترفات التنس

### الهيكل (2024–الآن)
في عام 2024، جعلت رابطة محترفات التنس جميع أحداث WTA 1000 إلزامية. لم تعد كأس النخبة WTA:
- بطولات الغراند سلام (4)
- نهائيات رابطة محترفات التنس لنهاية العام (1)
- بطولات WTA 1000: عشرة أحداث بجوائز تتراوح بين 2 مليون دولار أمريكي و10 مليون دولار أمريكي.
- بطولات WTA 500: 17 حدثًا بجوائز من 700،000 دولار أمريكي إلى 900،000 دولار أمريكي.
- بطولات WTA 250: 23 حدثًا، مع جوائز بقيمة 250،000 دولار أمريكي.

### الهيكل (2021–2023)
شهدت جولة رابطة محترفات التنس تغييرًا طفيفًا في تصنيف البطولات في عام 2021، والتي أُعيد تنظيمها بتسمية مشابهة لتلك المستخدمة في جولة رابطة محترفي التنس:
- بطولات الجراند سلام (4)
- نهائيات رابطة محترفات التنس في نهاية العام (1)
- الحدث قبل النهائي كأس إلـيت لرابطة محترفات التنس (1)
- بطولات رابطة محترفات التنس 1000 (9):
  - إجبارية: خمس بطولات مشتركة مع لاعبين محترفين ذكور مع جوائز مالية تتراوح من 6.5 مليون دولار أمريكي إلى 8.3 مليون دولار أمريكي. تقام هذه البطولات في إنديان ويلز، ميامي، مدريد، روما وبكين. لم تُعقد بطولة بكين في عامي 2021 و2022 بسبب جائحة كوفيد-19 وعادت في عام 2023.
  - غير إجبارية: أربع أحداث في الدوحة/دبي، مونتريال/تورونتو، سينسيناتي، وووهان مع جوائز مالية تتراوح من 2.3 مليون دولار أمريكي إلى 2.7 مليون دولار أمريكي. من 2020 إلى 2023، تم تعليق بطولة ووهان بسبب جائحة كوفيد-19. في 2022 و2023، أُقيمت بطولة جديدة لرابطة محترفات التنس 1000 في غوادالاخارا كبديل لووهان. من 2021 إلى 2023، تبادلت الدوحة ودبي، حيث كانت إحداهما بطولة من فئة رابطة محترفات التنس 1000 والأخرى بطولة من فئة رابطة محترفات التنس 500.
- بطولات رابطة محترفات التنس 500: 12 حدثًا بجوائز مالية من 700،000 دولار أمريكي إلى 900،000 دولار أمريكي.
- بطولات رابطة محترفات التنس 250: 30 حدثًا، بجوائز مالية تبلغ 250،000 دولار أمريكي.

### البنية (2009–2020)
تألفت جولة رابطة محترفات التنس من 2009 حتى إعادة التنظيم عام 2021:
- بطولات الغراند سلام (4)
- بطولة رابطة محترفات التنس الختامية للسنة (1)
- حدث ما قبل النهائي بطولة WTA إلَيت تروفي (منذ 2015 فصاعدًا) (1)
- البطولات الممتازة (21):
  - بريمير إلزامي: أربع بطولات مشتركة مع لاعبين محترفين ذكور، بجوائز متساوية 6٫5 مليون دولار أمريكي للرجال والنساء (زيادة من 4٫5 مليون دولار في 2013). تقام هذه البطولات في إنديان ويلز، ميامي، مدريد، وبكين.
  - بريمير فايف: خمس بطولات بقيمة 2٫8 مليون دولار في الدوحة/دبي، روما، مونتريال/تورنتو، سينسيناتي، وووهان.
  - بريمير: 12 بطولة بجوائز تتراوح بين 799٬000 دولار أمريكي و2٫5 مليون دولار أمريكي.
- البطولات الدولية: كانت هناك 32 بطولة، بجوائز لكل منها باستثناء أربع بطولات بقيمة 250٬000 دولار أمريكي. الاستثناءات هي بطولة شينزين المفتوحة، كأس نهر موسكو، بطولة هونغ كونغ للتنس، بطولة تيانجين المفتوحة، وبطولة رابطة محترفات التنس للأبطال الختامية للسنة، كل منها بجائزة 750٬000 دولار أمريكي.

## تصنيفات رابطة محترفات التنس
تنشر رابطة محترفات التنس تصنيفات أسبوعية للاعبات المحترفات.

### الترتيب الحالي
| Current tennis rankings | Current tennis rankings |

## أسلوب التصنيف
ترتيب WTA يعتمد على نظام تراكمي يمتد على مدار 52 أسبوعًا. يتم تحديد ترتيب اللاعبة بناءً على نتائجها في حد أقصى 18 بطولة فردي و12 بطولة زوجي. يتم منح النقاط بناءً على مدى تقدم اللاعبة في البطولة. الأساس لحساب ترتيب اللاعبة هو تلك البطولات التي تمنح أعلى النقاط الترتيبية خلال فترة ال52 أسبوعًا المتداخلة. يجب أن تشمل الفترة:
- البطولات الأربع الكبرى
- ست بطولات رابطة محترفات التنس فئة 1000 إلزامية مجمعة/مجمعة افتراضيًا
- بطولة رابطة محترفات التنس فئة 1000 واحدة إلزامية (خاصة برابطة محترفات التنس فقط)
- أفضل سبع نتائج من جميع بطولات رابطة محترفات التنس فئة 1000 إلزامية، بطولة رابطة محترفات التنس فئة 500، بطولة رابطة محترفات التنس فئة 250، وبطولة رابطة محترفات التنس فئة 125 والفعاليات ITF W15+
- نهائيات بطولة رابطة محترفات التنس كبطولة إضافية إذا حضرت اللاعبة

كل لاعبات رابطة محترفات التنس لديهن أيضًا تصنيف عالمي للتنس، يعتمد على نتائج المواجهات المباشرة.
توزيع النقاط للبطولات في 2024 موضح أدناه:
تصنيفات رابطة محترفات التنس